# Villasor
Villasor (en sard, Bidda Sorris) és un municipi italià, situat a la regió de Sardenya i a la província de Sardenya del Sud. L'any 2004 tenia 7.022 habitants. Es troba a la regió de Campidano di Cagliari. Limita amb els municipis de Decimomannu, Decimoputzu, Monastir, Nuraminis, San Sperate, Serramanna (VS), Vallermosa i Villacidro (VS).

## Administració
| Període | Identitat       | Partit        |
| ------- | --------------- | ------------- |
| 2005-   | Walter Marongiu | Llista cívica |